# Jean-Claude van Itallie
Jean-Claude van Itallie (* 25. Mai 1936 in Brüssel; † 9. September 2021 in Manhattan) war ein US-amerikanischer Schriftsteller.

## Leben
Der Sohn eines Börsenmaklers emigrierte nach dem Einmarsch der Wehrmacht 1940 mit seinen Eltern in die USA und verbrachte seine Kindheit und Jugend in New York City. Er studierte an der Harvard University und schloss 1958 mit der Promotion ab.
Danach arbeitete er in New York als Redakteur der Transatlantic Review und als freier Mitarbeiter beim Fernsehen. 1963 begann seine Zusammenarbeit mit der Off-Off-Broadway-Theatergruppe Open Theatre und dem Regisseur Joseph Chaikin, die bis 1970 andauerte. In Workshops auf der Grundlage von Improvisationen und Selbsterfahrungstraining erarbeitete van Itallie seine Stückvorlagen. Für diese charakteristisch war die Revueform mit grotesk stilisierten Figuren und inhaltlich die amerikanische Alltagskultur unter sozialkritischem Gestus.
Bekannt wurde van Itallie 1965 durch die Aufführung des surrealistischen Einakters Motel im La MaMa Experimental Theatre Club. Er erweiterte das Stück zu einer Trilogie mit dem Titel America Hurrah, die 1966 im New Yorker Pocket Theatre uraufgeführt wurde und auch in zahlreichen europäischen Ländern Erfolg hatte, so etwa in der Inszenierung von Wolfram Mehring an den Städtischen Bühnen Frankfurt 1968. 
In den 1970er-Jahren bearbeitete er die Tschechow-Dramen Die Möwe (1973), Der Kirschgarten (1977) und Drei Schwestern (1979). Er lehrte an der Yale University, an der New School for Social Research und an der Princeton University.

## Werke
- 1963: War
- 1964: I’m really Here
- 1964: The Hunter and the Bird
- 1964: Almost Like Being
- 1966: Motel
- 1966: America Hurrah
- 1968: The Serpent (deutsch: Die Schlange. Kiepenheuer, Berlin 1973)
- 1972: King of the United States
- 1973: Mystery Play
- 1975: The Fable
- 1979: Naropa
- 1980: The Bag Lady
- 1982: Tibetan Book of the Dead
- 1983: Early Warning